# Царский, Айвар
Айвар Царский (эст. Aivar Tsarski; род. 15 июня 1962, Тарту) — советский и эстонский легкоатлет, специалист по бегу на длинные дистанции, стипльчезу и марафону. Наивысших успехов добился во второй половине 1980-х годов, двукратный серебряных призёр чемпионатов СССР, многократный победитель первенств республиканского значения, участник Лос-Анджелесского марафона, чемпионата мира по полумарафону в Ньюкасле и других крупных международных стартов. Также известен по дипломатической работе.

## Биография
Айвар Царский родился 15 июня 1962 года в Тарту, Эстонская ССР.
Серьёзно занимался спортом со второго класса школы, посещал секции плавания, баскетбола, лыжных гонок, а с 1979 года специализировался на беговых дисциплинах лёгкой атлетики. Выступал за добровольное спортивное общество «Трудовые резервы».
В 1985 году стартовал в беге 3000 метров с препятствиями на чемпионате СССР в Ленинграде, но был далёк от попадания в число призёров.
Начиная с 1986 года являлся сильнейшим эстонским стипльчезистом, выигрывая все республиканские соревнования в данной дисциплине. На чемпионате СССР в Киеве показал восьмой результат.
В 1988 году отметился победой на всесоюзных соревнованиях в Риге, с личным рекордом 8:29.85 выиграл бронзовую медаль на Мемориале братьев Знаменских в Ленинграде, стал серебряным призёром на чемпионате СССР в Киеве.
В 1989 году принимал участие в Лос-Анджелесском марафоне, с результатом 2:31:24 занял итоговое 40-е место. В стипльчезе показал 14-е время на международном турнире DN Galan в Стокгольме, финишировал пятым на чемпионате СССР в Горьком.
В 1990 году стал восьмым в 20-километровом пробеге в нидерландском Алфен-ан-де-Рейне, в стипльчезе взял бронзу на турнире в финском Рийхимяки, получил серебро на чемпионате СССР в Киеве, победил на турнире в финской Коуволе. С личным рекордом 1:04:15 занял шестое место на полумарафоне в Стокгольме.
В 1991 году выиграл бег на 3000 метров с препятствиями на международном старте в шведском Нючёпинге.
В 1992 году представлял Эстонию на чемпионате мира по полумарафону в Ньюкасле, в конечном счёте сошёл с дистанции.
Окончив в 1993 году Эстонскую дипломатическую школу, впоследствии проявил себя на дипломатическом поприще. Работал в Генеральном консульстве Эстонии в Санкт-Петербурге, был консулом посольства Эстонии в Вильнюсе (1998—2001) и Лондоне (2004—2007). В 2007—2011 годах — директор Управления кадровой политики Министерства иностранных дел, в 2011—2016 годах — директор консульского отдела посольства Эстонии в Киеве, а затем консул посольства Эстонии в Канберре.